# DNB Arena
Die DNB Arena ist eine Mehrzweckhalle im Stadtteil Madla der norwegischen Stadt Stavanger, Provinz Rogaland, im Süden des Landes. Sie ist Eigentum und die Heimspielstätte des Eishockeyclubs Stavanger Oilers (Elitehockeyligaen). Seit September 2011 trägt die  Eissporthalle den Sponsorennamen des Finanzdienstleisters DNB ASA. Auf den Rängen bieten sich bei Eishockeyspielen 4200 Sitzplätze. Zu Konzerten fasst der Innenraum bis zu 5400 Besucher. Zusätzlich stehen 36 V.I.P.-Logen bereit. Des Weiteren gibt es sieben Umkleidekabinen, sechs Kioske und drei Pubs.

## Geschichte
2006 gab der Vorsitzende der Oilers, Tore Christiansen, bekannt, dass der Club bis 2009 in einer neuen Halle für 100 Mio. norwegische Kronen spielen wolle. Die Hälfte der Summe würden die Stavanger Oilers aufbringen. Für die andere Hälfte müsste man Investoren finden. Sie sollte die Siddishallen von 1968 als Spielstätte der Stavanger Oilers ersetzen. Aufgrund des gestiegenen Zuschauerinteresses sei die neue Halle notwendig. 2007 hatten die Oilers mit rund 2000 Besuchern den höchsten Zuschauerschnitt in der Elitehockeyligaen. Im Oktober 2009 nahm der Stadtrat einstimmig den Bebauungsplan der Oilers Arena an. Ein Teil der Finanzierung leistet die Stadt. Der Stadtrat stimmte einem Vorabmietvertrag für 70 Mio. Kronen zu. Sie mietet den Bau über 20 Jahre für jährlich vier Mio. Kronen für Eiszeit für weitere lokale Clubs.
Am 13. Mai 2011 begann mit dem Spatenstich neben der Siddishallen der Bau der Arena. Bis zum 1. Oktober 2012 sollte der 200 Mio. Kronen teure Bau fertig sein. Auf dem 7,5 Hektar großen Gelände befand sich eine Baumschule. Die von Arkitektkontoret JOB entworferne Veranstaltungshalle wurde vom Generalunternehmer Kruse Smith Entreprenør errichtet. Die Vertragssumme lag bei 155 Mio. Kronen (ohne Mehrwertsteuer). Der Bau hat eine Fläche von 16.400 m² und ist 110 m lang sowie 75 m breit. Das Eishockeyspielfeld hat mit 61 × 26 m die Maße der nordamerikanischen National Hockey League (NHL) und nicht wie in Europa üblich 60 × 30 m (IIHF). Zur Beleuchtung des Innenraums wird LED-Technik mit 1600 Lux Beleuchtungsstärke genutzt. Sie erzeugt weniger Wärme und die Halle muss weniger gekühlt werden. Hinzu kommt die längere Lebensdauer der LEDs. Unter der Hallendecke hängt ein fünf Tonnen schwerer Videowürfel.
Am 6. Oktober 2012 wurde die DNB Arena mit der Eishockeypartie der Stavanger Oilers gegen Vålerenga Ishockey (3:2) offiziell eröffnet. Zuvor wurde am 1. Oktober eine erste Trainingseinheit auf dem Eis der neuen Halle abgehalten. Sie wird täglich für das Training und die Spiele der A-Mannschaft der Männer, der Frauen und der U20 genutzt. Daneben finden in der Arena unterschiedliche Veranstaltungen wie u. a. Konzerte, Stand-up-Comedy, Musicals, Shows, Konferenzen, Messen sowie Handballspiele statt. In der Halle befindet sich das Restaurant „Legenden“ mit knapp 200 Plätzen. Es wird in der Halle bargeldlos gezahlt. An die Halle ist das 4-Sterne-Hotel Clarion Hotel Energy angeschlossen.
Vom 23. bis 25. November 2012 wurden die Spiele der Gruppe E des IIHF Continental Cup 2012/13 in der Halle in Stavanger ausgetragen. Die Stavanger Oilers trafen auf Metallurg Schlobin (Belarus), den HK Beibarys Atyrau (Kasachstan) und den KH Sanok (Polen). Die Division I der Eishockey-Weltmeisterschaft der Frauen 2013 trat vom 7. bis 13. April 2013 mit Gastgeber Norwegen, Dänemark, Japan, die Slowakei, Österreich und Lettland gegeneinander an. Die Handball-Weltmeisterschaft der Frauen 2023 wird vom 29. November bis zum 17. Dezember des Jahres ausgespielt. Die DNB Arena war Schauplatz der Gruppen C (mit Gastgeber Norwegen, Österreich, Südkorea und Grönland) und D (mit Olympiasieger Frankreich, Slowenien, Angola und Island).
Zu Konzerten sind hier u. a. a-ha, Mark Knopfler, Sting, Bryan Adams, John Fogerty, Röyksopp, Deep Purple, die Backstreet Boys, Judas Priest, Bokassa, Brad Paisley, Skambankt, Kaizers Orchestra, Toto, Kent, The Band Perry, Joe Sumner, Pendulum oder Isac Elliot aufgetreten.